# 2018. évi nyári ifjúsági olimpiai játékok

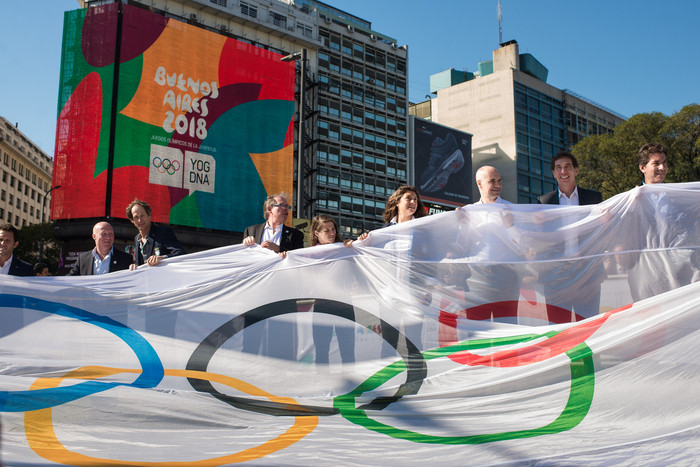
Az ifjúsági olimpia zászlóját lobogtatók
Buenos Airesben, a Köztársaság téren

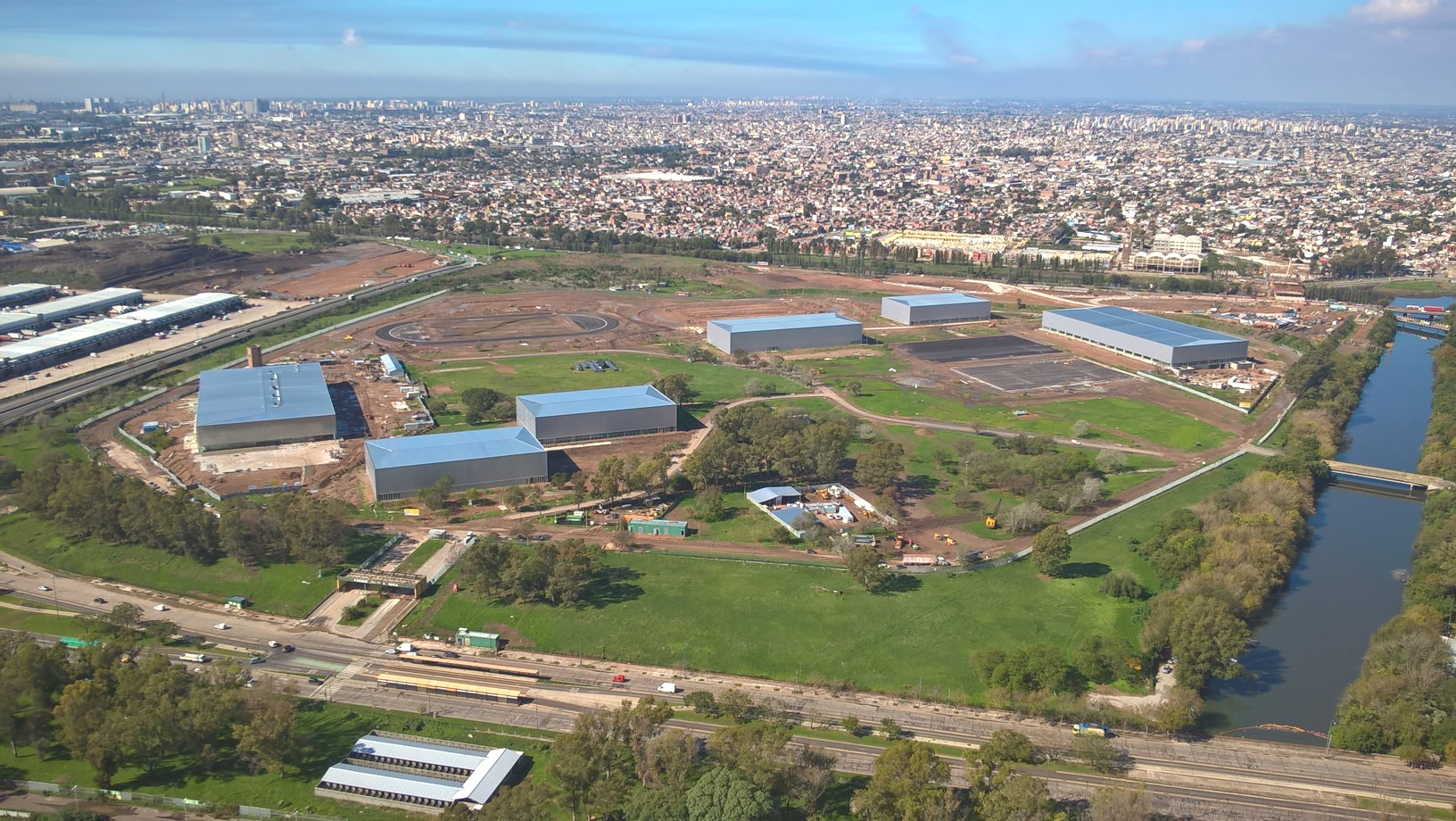
Az Olimpia Park Buenos Airesben

A 2018. évi nyári ifjúsági olimpiai játékok, hivatalos nevén a III. nyári ifjúsági olimpiai játékok egy több sportot magába foglaló nemzetközi sportesemény volt, melyet Argentína  fővárosában, Buenos Airesben rendeztek 2018. október 6. és 18. között. Ez volt az első ifjúsági olimpia, amelyet nem Ázsiában rendeztek. A nyár utáni, októberi időpont a dél-amerikai helyszín miatt volt indokolt. A magyar küldöttség 79 sportolóval képviseltette magát a rendezvényen, és 12 aranyérmet, 7 ezüstérmet, valamint 5 bronzérmet gyűjtött, amellyel az éremtáblázat ötödik helyén zárt.

## A pályázat
Az olimpia megrendezésére 6 város pályázott. Buenos Aires 2011 szeptemberében nyújtotta be pályázatát. 2013. február 13-án három jelölt maradt versenyben a rendezés jogáért, miután Guadalajara és Rotterdam pályázatát nem fogadta el a Nemzetközi Olimpiai Bizottság, Poznań pedig visszavonta kandidátusát. Végül 3 jelölt közül kétfordulós szavazás következtében kapta Buenos Aires a rendezési jogot:
- Buenos Aires,  Argentína
- Medellín,  Kolumbia
- Glasgow,  Skócia

A szavazásra a NOB Lausanne-ben tartott ülésén került sor, a szavazás végeredménye a következő voltː
| A 2018. évi nyári ifjúsági olimpiai játékok pályázási folyamat eredménye | A 2018. évi nyári ifjúsági olimpiai játékok pályázási folyamat eredménye | A 2018. évi nyári ifjúsági olimpiai játékok pályázási folyamat eredménye |
| Pályázat                                                                 | Nemzet                                                                   | Szavazat                                                                 |
| ------------------------------------------------------------------------ | ------------------------------------------------------------------------ | ------------------------------------------------------------------------ |
| Buenos Aires                                                             | Argentína                                                                | 49                                                                       |
| Medellín                                                                 | Kolumbia                                                                 | 39                                                                       |

## Fejlesztések és előkészületek a játékokra
2013 októberében Thomas Bach, a Nemzetközi Olimpiai Bizottság elnöke a négyszeres olimpiai ezüstérmes sprintert, Frank Frederickst nevezte ki a III. ifjúsági olimpia Koordinációs Bizottságának elnökének. A Fredericks mellett még hat személyt számláló bizottság tagja lett több egykori olimpikon. A Buenos Aires Ifjúsági Olimpiai Játékok Szervező Bizottsága (BAYOGOC) magába foglalta az Argentin Olimpiai Bizottság (AOC) tagjait, az önkormányzatot és a nemzeti ágazat miniszteri tárcáját, valamint az újonnan létrehozott "Ifjúsági Bizottságot". Az első koordinációs bizottsági ülésre 2014. szeptember 27-28-án Buenos Airesben került sor.
2015 júniusában egy küldöttség felkereste az előző ifjúsági olimpiát szervező és felügyelő  Nankingi Ifjúsági Olimpiai Játékok Szervező Bizottságát (NYOGOC), hogy tapasztalatot cserélhessenek, illetve az előkészület korai szakaszában meghozandó stratégiai döntésekre felkészülhessenek. A találkozót Frank Fredericks vezette, és részt vettek rajta a megelőző időszakban rendezett téli- és nyári ifjúsági olimpiák szervezőbizottságainak vezetői is.
Az olimpiai bajnok, de rosariói születésű Lionel Messit 2014 márciusában az ifjúsági olimpiai játékok nagykövetének nevezték ki. A 2014-es nankingi ifjúsági olimpia záróünnepségén Messi viedóüzenetben üdvözölte a fiatal sportolókat. 2015 decemberében a négyszeres olimpiai bajnok gyeplabdás Luciana Aymart kinevezték a buenos aires-i játékok nagykövetének. 2017 júliusában az olimpiai aranyérmes kosárlabdázó, Luis Scola is az ifjúsági olimpiai játékok nagykövete lett.
Az olimpiai programba első ízben kerültek be olyan sportágak, mint a karate, a sportmászás, strandkézilabdázás és a versenytánc. A Nemzetközi Labdarúgó-szövetség döntésének értelmében a labdarúgást a futsal helyettesítette. 2017. március 17-én az inline gyorskorcsolya is felkerült a programok közé.
Három évvel az esemény előtt egy felmérés azt mutatta, hogy az országos támogatás 82,3 százalékot ért el a Buenos Aires-i Ifjúsági Olimpiai Játékokat illetően a lakosság körében. A Nemzetközi Olimpiai Bizottság koordinációs bizottságának második látogatása során, 2015. augusztus 13-án és 14-én Fredericks kiemelte a BAYOGOC által javasolt Agenda 2020 tervezett programját is.

## Helyszínek
Az eredeti terv a 2014-es ifjúsági olimpia pályázatára épült. Ez alapján egy 15 kilométer hosszú, úgynevezett olimpiai folyosó működött volna egy koncentráltabb és zártabb Olimpiai Park helyett. A 2018-as olimpiai pályázatra ezt némiképp átalakították, két sportzónát létrehozva, amelynek egyik helyszíne az olimpiai játékok központja, a másik pedig a  Parque Rocáig, a város déli részéig terjedt. Az úgynevezett zöld folyosó és az olimpiai folyosó River Plate Stadiont, a Tiro Federalt, a Gimnasia y Esgrima de Buenos Airest, a Parque Tres de Febrerót, a La Bombonerát, a La Ruralt és a CeNARD közös helyszíneit foglalta magában.
Annak érdekében, hogy a sportágat egy kompaktabb keretben csoportosítsák, 2014 szeptemberében négy új koncepciót is kidolgoztak, és elhagytak olyan helyszíneket, mint például a La Rural. Ekkor jelentették be, hogy minden helyszínen felállítanak egy YOG FEST nevű szurkolói zónát, ahol a sporteseményeket a családok gyermekeikkel tekinthetik meg. 2016 augusztusában újabb helyszíneket terveztek, köztük két új önálló helyszínt, újra bevonva a La Rulalt is.
A Nemzetközi Olimpiai Bizottság tagjai Retiro kerületben és a Retiro vasútállomás közelében lettek elszállásolva a torna idejére, Buenos Aires egyik legfontosabb közlekedési csomópontjában, a Sheraton szállodában.
Számos változás után, 2018 februárjában bemutatták a végleges terveket.

## Marketing

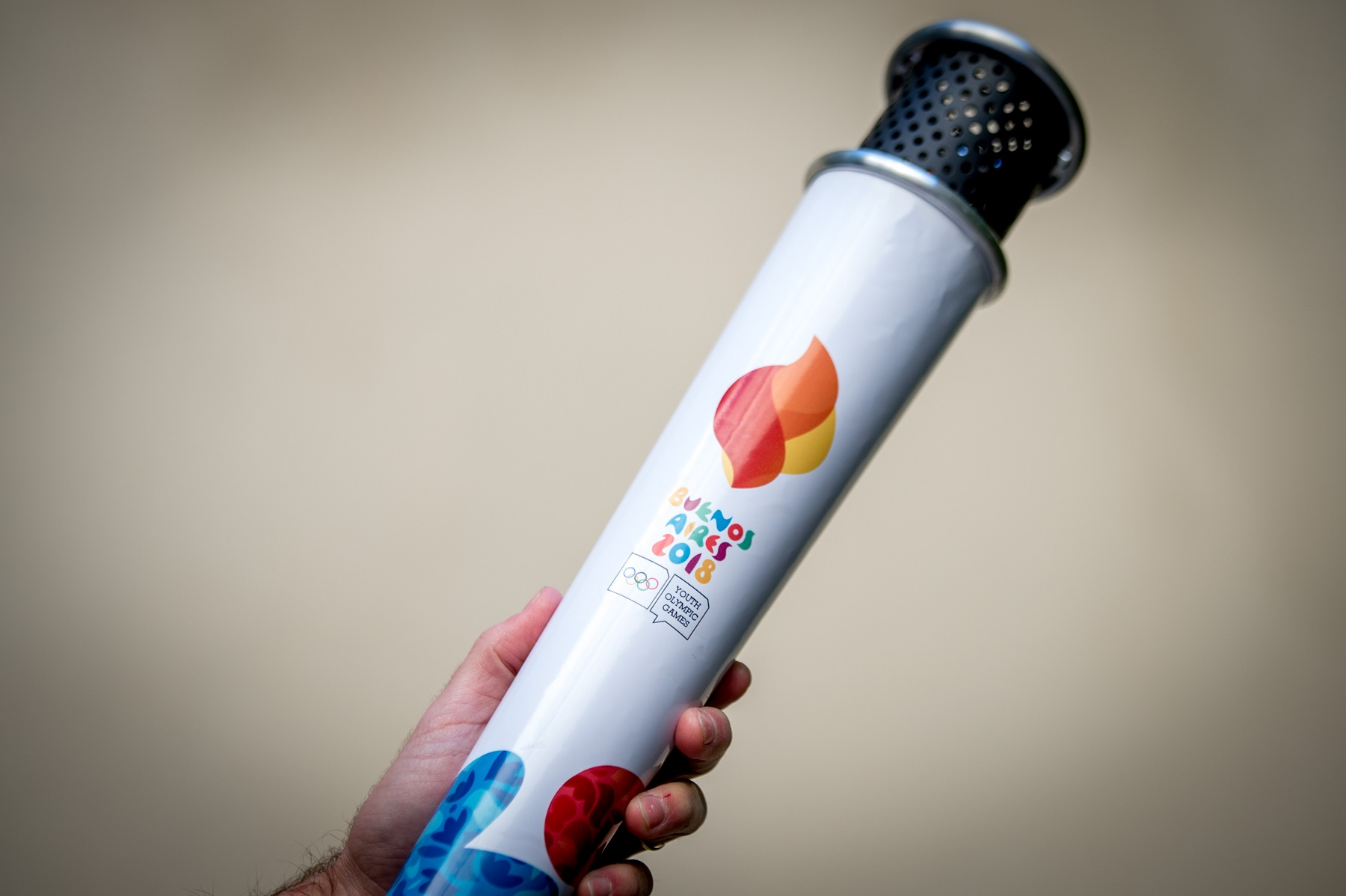
Olimpiai láng az emblémával

### A játékok emblémája
A 2018-as nyári olimpiai játékok hivatalos jelképét 2015 júliusában mutatták be, három évvel a játékok előtt. Az embléma tükrözi Buenos Aires sokszínűségét, és a város élénk sokszínűsége, eklektikus kultúrája, ikonikus építészete ihlette. Az Olimpiai láng ihlette emblémát a Buenos Aires Ifjúsági Olimpiai Játékok Szervezőbizottsága (BAYOGOC) rövid videóban mutatta be.

### A játékok kabalája
2018. május 29-én mutatták be a játékok hivatalos kabalaállatát. A kabala egy fiatal jaguár, a neve "Pandi". A Szervezőbizottság elnöke, Gerardo Werthein elmondta, hogy a kabala "arra törekszik, hogy a fiatalokat inspirálja az olimpizmus és a sport jellemformáló erejére".
A kabala digitális technikával készült, bemutató kisfilmjét a helyi produkciós cég, a Buda TV készítette.

### A játékok mottója
A játékok mottója „Viví el futuro“, azaz „Éld át”.

## Megnyitó ünnepség
A játékok megnyitó ünnepségét 2018. október 6-án tartották az Obelisco de Buenos Airesben, helyi idő szerint 11 órakor.

## Záró ünnepség
A 2018-as nyári ifjúsági olimpiai játékok záró ünnepségét 2018. október 18-án, az Ifjúsági Olimpiai Faluban tartották. Az olimpiai zászlót ekkor átadták a következő rendezőnek, Dakarnak.

## Sportágak
A sportágak közé bekerült a strandkézilabda, a futsal, a sportmászás és a versenytánc.
Az alábbi 32 sportágban indultak a versenyzők.
- Asztalitenisz
- Atlétika
- Birkózás
- Cselgáncs
- Evezés
- Futsal
- Golf
- Gyeplabda
- Hétfős rögbi
- Íjászat
- Kajak-kenu
- Karate
- Kerékpározás
- Kézilabda
- Kosárlabda, 3x3-as kosárlabda
- Labdarúgás
- Lovaglás
- Ökölvívás
- Öttusa
- Sportmászás
- Sportlövészet
- Strandkézilabda
- Strandröplabda
- Súlyemelés
- Taekwondo
- Tenisz
- Tollaslabda
- Torna (szertorna, ritmikus gimnasztika, trambulin) (108 + 42 induló)
- Triatlon
- Uszodai sportok (úszás, műugrás)
- Vitorlázás
- Versenytánc
- Vívás

## Naptár
A sportágak eredményei az alábbi táblázatban található linkekre kattintva érhetőek el.
| ● | Nyitó ünnepség | ● | Versenynap | ● | Döntő(k) | ● | Záró ünnepség |

| Október               | 6 | 7  | 8  | 9  | 10 | 11 | 12  | 13  | 14  | 15  | 16  | 17  | 18  | Összesen |
| --------------------- | - | -- | -- | -- | -- | -- | --- | --- | --- | --- | --- | --- | --- | -------- |
| Ünnepségek            | ● |    |    |    |    |    |     |     |     |     |     |     | ●   |          |
| Akrobatikus torna     |   | ●  |    |    |    |    |     |     |     | 1   |     |     |     | 1        |
| Asztalitenisz         |   | ●  | ●  | ●  | 2  |    | ●   | ●   | ●   | 1   |     |     |     | 3        |
| Atlétika              |   |    |    |    |    | ●  | ●   | ●   | 9   | 16  | 11  |     |     | 36       |
| Birkózás              |   |    |    |    |    |    | 5   | 5   | 5   |     |     |     |     | 15       |
| Cselgáncs             |   | 3  | 3  | 2  | 1  |    |     |     |     |     |     |     |     | 9        |
| Evezés                |   | ●  | ●  | 2  | 2  |    |     |     |     |     |     |     |     | 4        |
| Futsal                |   | ●  | ●  | ●  | ●  | ●  | ●   | ●   |     | ●   |     | 1   | 1   | 2        |
| Golf                  |   |    |    | ●  | ●  | 2  |     | ●   | ●   | 1   |     |     |     | 3        |
| Görkorcsolya          |   | ●  | 2  |    |    |    |     |     |     |     |     |     |     | 2        |
| Gyeplabda             |   | ●  | ●  | ●  | ●  | ●  | ●   | ●   | 2   |     |     |     |     | 2        |
| Hétfős rögbi          |   |    |    |    |    |    |     | ●   | ●   | 2   |     |     |     | 2        |
| Íjászat               |   |    |    |    |    |    | ●   | ●   | 1   | ●   | 1   | 1   |     | 3        |
| Kajak-kenu            |   |    |    |    |    |    | 2   | 2   |     | 2   | 2   |     |     | 8        |
| Karate                |   |    |    |    |    |    |     |     |     |     |     | 3   | 3   | 6        |
| Kerékpározás          |   | 1  |    |    | ●  | 1  |     | ●   | ●   | ●   | ●   | 2   |     | 4        |
| Kosárlabda (3x3)      |   | ●  | ●  | ●  | ●  | ●  | ●   | ●   | ●   | 2   | ●   | 2   |     | 4        |
| Lovaglás              |   |    | ●  | 1  |    |    | ●   | 1   |     |     |     |     |     | 2        |
| Műugrás               |   |    |    |    |    |    |     | 1   | 1   | 1   | 1   | 1   |     | 5        |
| Ökölvívás             |   |    |    |    |    |    |     |     | ●   | ●   | ●   | 8   | 5   | 13       |
| Öttusa                |   |    |    |    |    |    | ●   | 1   | 1   | ●   | 1   |     |     | 3        |
| Ritmikus gimnasztika  |   |    |    | ●  | ●  |    |     |     |     |     | 1   |     |     | 1        |
| Sportlövészet         |   | 1  | 1  | 1  | 1  | 1  | 1   |     |     |     |     |     |     | 6        |
| Sportmászás           |   | ●  | ●  | 1  | 1  |    |     |     |     |     |     |     |     | 2        |
| Strandkézilabda       |   |    | ●  | ●  | ●  | ●  | ●   | 2   |     |     |     |     |     | 2        |
| Strandröplabda        |   | ●  | ●  | ●  | ●  | ●  | ●   | ●   | ●   | ●   | ●   | 2   |     | 2        |
| Súlyemelés            |   | 2  | 2  | 2  |    | 2  | 2   | 2   |     |     |     |     |     | 12       |
| Szertorna             |   | ●  | ●  | ●  | ●  | 1  | 1   | 4   | 2   | 4   |     |     |     | 12       |
| Taekwondo             |   | 2  | 2  | 2  | 2  | 2  |     |     |     |     |     |     |     | 10       |
| Tenisz                |   | ●  | ●  | ●  | ●  | ●  | ●   | 2   | 3   |     |     |     |     | 5        |
| Tollaslabda           |   | ●  | ●  | ●  | ●  | ●  | 3   |     |     |     |     |     |     | 3        |
| Trambulin             |   |    | ●  |    |    |    |     |     | 1   |     |     |     |     | 1        |
| Triatlon              |   | 1  | 1  |    |    | 1  |     |     |     |     |     |     |     | 3        |
| Úszás                 |   | 3  | 8  | 5  | 7  | 4  | 9   |     |     |     |     |     |     | 36       |
| Vegyes tornagyakorlat |   | ●  | ●  | ●  | 1  |    |     |     |     |     |     |     |     | 1        |
| Versenytánc           |   | ●  | 2  | ●  | 1  |    |     |     |     |     |     |     |     | 3        |
| Vitorlázás            |   | ●  | ●  | ●  | ●  | ●  | 2   | 1   | 2   |     |     |     |     | 5        |
| Vívás                 |   | 2  | 2  | 2  | 1  |    |     |     |     |     |     |     |     | 7        |
| Összes aznapi döntő   |   | 15 | 23 | 18 | 18 | 15 | 25  | 21  | 27  | 30  | 17  | 20  | 9   | 238      |
| Összesítés            |   | 15 | 38 | 56 | 74 | 89 | 114 | 135 | 162 | 192 | 209 | 229 | 238 | 238      |
| Október               | 6 | 7  | 8  | 9  | 10 | 11 | 12  | 13  | 14  | 15  | 16  | 17  | 18  | Összesen |

## Éremtáblázat
| Argentína (rendező nemzet) |
| Magyarország               |

Sorrend: Aranyérmek száma, Ezüstérmek száma, Bronzérmek száma, Nemzetnév
| A 2018. évi nyári ifjúsági olimpiai játékok éremtáblázata | A 2018. évi nyári ifjúsági olimpiai játékok éremtáblázata | A 2018. évi nyári ifjúsági olimpiai játékok éremtáblázata | A 2018. évi nyári ifjúsági olimpiai játékok éremtáblázata | A 2018. évi nyári ifjúsági olimpiai játékok éremtáblázata | Olimpia  |
|                                                           | Nemzet                                                    | Arany                                                     | Ezüst                                                     | Bronz                                                     | Összesen |
| 1.                                                        | Oroszország (RUS)                                         | 29                                                        | 18                                                        | 12                                                        | 59       |
| 2.                                                        | Kína (CHN)                                                | 18                                                        | 9                                                         | 9                                                         | 36       |
| 3.                                                        | Japán (JPN)                                               | 15                                                        | 12                                                        | 12                                                        | 39       |
| –                                                         | Nemzetek vegyes részvételei (MIX)                         | 13                                                        | 13                                                        | 13                                                        | 39       |
| 4.                                                        | Magyarország (HUN)                                        | 12                                                        | 7                                                         | 5                                                         | 24       |
| 5.                                                        | Olaszország (ITA)                                         | 11                                                        | 10                                                        | 14                                                        | 35       |
| 6.                                                        | Argentína (ARG)                                           | 11                                                        | 6                                                         | 9                                                         | 26       |
| 7.                                                        | Irán (IRI)                                                | 7                                                         | 3                                                         | 7                                                         | 17       |
| 8.                                                        | Egyesült Államok (USA)                                    | 6                                                         | 5                                                         | 7                                                         | 18       |
| 9.                                                        | Franciaország (FRA)                                       | 5                                                         | 15                                                        | 7                                                         | 27       |
| 10.                                                       | Ukrajna (UKR)                                             | 5                                                         | 7                                                         | 6                                                         | 18       |

## A magyar versenyzők eredményei
A magyar olimpiai csapat 12 arannyal, 7 ezüsttel és 5 bronzzal, összesen 24 éremmel zárta a III. ifjúsági olimpiai játékokat, amely az ifjúsági játékok történetében az addigi legsikeresebb szereplés. A küldöttség két legeredményesebb sportolója az egyaránt három aranyérmet szerző Késely Ajna és Milák Kristóf úszó. Berecz Blanka úszásban, Rendessy Eszter és Kiss Ádám kajak-kenuban, 
Pusztai Liza és Rabb Krisztián vívásban, Özbas Szofi pedig cselgáncsban szerzett aranyérmet. Pekler Zalán légpuskában, Balázs Krisztián pedig tornában szerzett érmes helyezést a mix vegyes csapatok versenyeiben, azonban ezek nem számítottak bele a hivatalos éremtáblázatba. Jármy Vince díjugratásban az Európa-válogatott tagjaként lett ezüstérmes.
| Érem  | Versenyző                        | Sportág         | Versenyszám                      |
| ----- | -------------------------------- | --------------- | -------------------------------- |
| Arany | Milák Kristóf                    | Úszás           | Fiú, 400 m gyors                 |
| Arany | Milák Kristóf                    | Úszás           | Fiú, 200 m gyors                 |
| Arany | Milák Kristóf                    | Úszás           | Fiú, 200 m pillangó              |
| Arany | Késely Ajna                      | Úszás           | Leány, 200 m gyors               |
| Arany | Késely Ajna                      | Úszás           | Leány, 400 m gyors               |
| Arany | Késely Ajna                      | Úszás           | Leány, 800 m gyors               |
| Arany | Berecz Blanka                    | Úszás           | Leány, 200 m pillangó            |
| Arany | Rendessy Eszter                  | Kajak-kenu      | Leány, kajak sprint              |
| Arany | Kiss Ádám                        | Kajak-kenu      | Fiú, kajak sprint                |
| Arany | Özbas Szofi                      | Cselgáncs       | Leány, 63 kg                     |
| Arany | Pusztai Liza                     | Vívás           | Leány, kard egyéni               |
| Arany | Rabb Krisztián                   | Vívás           | Fiú, kard egyéni                 |
| Ezüst | Milák Kristóf                    | Úszás           | Fiú, 100 m pillangó              |
| Ezüst | Gönczöl Laura                    | Kajak-kenu      | Leány, kajak sprint              |
| Ezüst | Balázs Krisztián                 | Torna           | Fiú, talaj                       |
| Ezüst | Bácskay Csenge                   | Torna           | Leány, ugrás                     |
| Ezüst | Szél Anna                        | Birkózás        | Leány, 57 kg                     |
| Ezüst | Endrész Klaudia                  | Atlétika        | Leány, távolugrás                |
| Ezüst | Huller Dániel                    | Atlétika        | Fiú, 400 méter gát               |
| Bronz | Vég Zsombor                      | Cselgáncs       | Fiú, 100 kg                      |
| Bronz | Gulyás Michelle                  | Öttusa          | Leány, egyéni                    |
| Bronz | Balázs Krisztián                 | Torna           | Fiú, nyújtó                      |
| Bronz | Vas Kata Blanka és Buzsáki Virág | Kerékpározás    | Leány, kombinációs csapatverseny |
| Bronz | Leány strandkézilabda-válogatott | Strandkézilabda | Leány, strandkézilabda           |